# Sjösättning

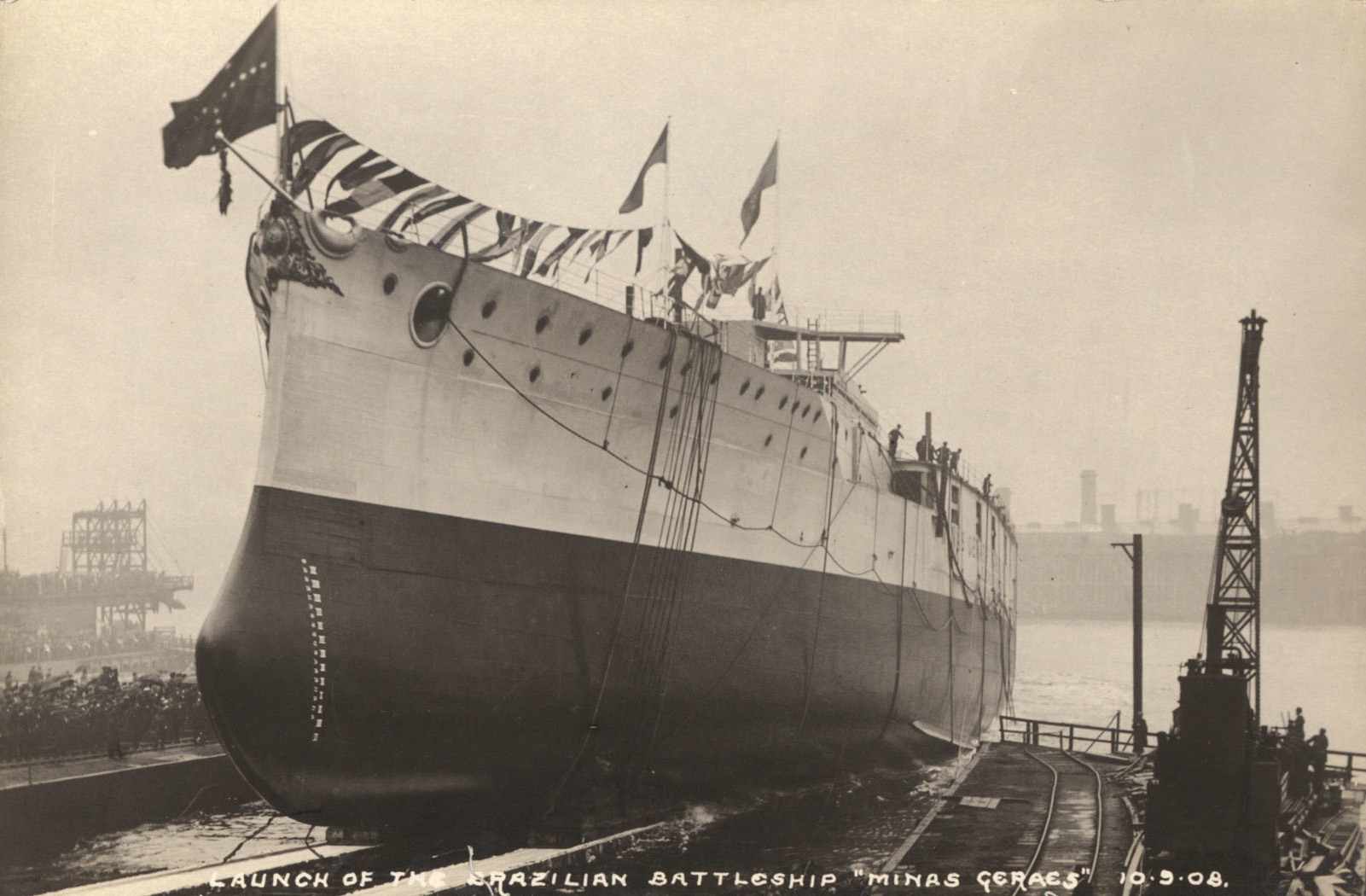
Stapelavlöpingav det brasilianska slagskeppet Minas Geraes på Armstrong Whitworths varv i Elswick i Newcastle upon Tyne i Storbritannien, 1908

Sjösättning är när ett fartyg sätts, eller går, i sjön efter nybyggnation, reparation eller (vinter)förvaring på land. Sjösättningen är omgärdad av traditioner, och det är vanligt att båten döps vid första sjösättningen.
Fartyg byggs på stapelbädd, en betong- eller stålkonstruktion som är klädd med trä i fartygets längdriktning. Mot fartyget är fästa skrån efter skrovets form som har motsvarande längsgående trä. Emellan träet ligger oftast fårtalg för att få glid vid sjösättningen, (stapelavlöpningen).
Mindre fartyg och båtar sjösätts med slipvagn, lyftkran eller slamkrypare. Små båtar som transporteras på trailer sjösätts via en sjösättningsramp.
| Sjösättning sidledes i två faser på varvet Stoczni Północnej i Gdansk i Polen |  | Sjösättning sidledes i två faser på varvet Stoczni Północnej i Gdansk i Polen |
| Sjösättning sidledes i två faser på varvet Stoczni Północnej i Gdansk i Polen |  |                                                                               |